# Roxie (Mississippi)
Roxie is een plaats (town) in de Amerikaanse staat Mississippi, en valt bestuurlijk gezien onder Franklin County.

## Demografie
Bij de volkstelling in 2000 werd het aantal inwoners vastgesteld op 569.
In 2006 is het aantal inwoners door het United States Census Bureau geschat op 554, een daling van 15 (-2,6%).

## Geografie
Volgens het United States Census Bureau beslaat de plaats een oppervlakte van
3,0 km², geheel bestaande uit land. Roxie ligt op ongeveer 122 m boven zeeniveau.

## Plaatsen in de nabije omgeving
De onderstaande figuur toont nabijgelegen plaatsen in een straal van 32 km rond Roxie.

## Geboren
- Richard Wright (1908-1060), schrijver en essayist